# 三遊亭鳳月
三遊亭 鳳月（さんゆうてい ほうづき、本名：若月 徹、1980年1月27日 - ）は、五代目圓楽一門会の落語家。元兄弟お笑いコンビ「若月」のメンバー。血液型はA型(Rh-)という珍しいタイプの持ち主である。

## 来歴
愛知県立豊橋工業高等学校を卒業（教師からこのままでは卒業できないと言われ、卒業式に参加しなかったため不確定）。当時は暴走族であったが、（珍しい血液型のため）流血を恐れて喧嘩ができなかったという。
若月解散後の2015年4月1日、三遊亭鳳楽に入門。
2018年11月1日、二ツ目昇進。

## 人物
リーゼントがトレードマーク（2009年9月8日迄）であったため、『喧嘩番長』『ドロップ』などの映画には地毛で出演していた。ほかに、サンボマスターの「世界はそれを愛と呼ぶんだぜ」のPVに出演している。
運動神経が悪く、ライブでも度々披露されているが、本人いわく「笑えない運動音痴」。母親譲りのナルシストな面がある。
甘い物が好きで、特にショートケーキが好き。身の回りの物にお金をかけるポリシーがあり、7000円するバスタオルや6万円の布団などを使っている。
若月の相方である亮から「クズなのにお兄ちゃんぶる」と度々指摘されている。亮が体調不良で一人でヨシモト∞ホールのネタライブに出た際は、「ギター漫談」を行った。
ゆったり感中村、山田カントリー浅井などの後輩を可愛がっている。